# In jeder Sekunde
In jeder Sekunde ist ein deutscher Film von Jan Fehse aus dem Jahr 2008 und sein Debütfilm als Regisseur.

## Handlung
Erzählt werden zwei Geschichten von sechs Menschen in München, deren Schicksal auf dramatische Weise miteinander verbunden wird. Dr. Frick arbeitet als Leiter der psychiatrischen Abteilung eines Krankenhauses. Verheiratet ist er mit Anna. Sie haben eine elfjährige Tochter, die unter einer unheilbaren Erbkrankheit leidet. Das Umgehen damit belastet zunehmend ihre Ehe und er stürzt sich mehr und mehr in Arbeit.
Sara, die in Discotheken Platten auflegt, trennt sich vom drogenabhängigen Eventmanager Christoph, weil er ihr zu oberflächlich ist. Kurze Zeit später lernt sie den einfühlsamen Ben kennen und sie verlieben sich. Ben erhält einen Job als Fotograf im Ausland und sie müssen sich für einige Zeit trennen.
Inzwischen lernt Dr. Frick die Galeristin Luisa kennen. Sie überbringt ihm ein Geschenk ihrer Schwester, die früher seine Patientin war und sich kurz zuvor das Leben genommen hat. Zunächst wehrt sich Dr. Frick gegen aufkeimende Gefühle; Luisa lässt aber nicht locker. Auch sie verlieben sich.
Als Ben wieder nach Deutschland kommt, ist Sara nicht auffindbar. Unter dem Vorwand, mit ihr an einem Projekt arbeiten zu wollen, hatte Christoph sie zwischenzeitlich zu sich gelockt und ihr vermeintliche K.-o.-Tropfen in ein Getränk gegeben, wodurch sie in Lebensgefahr geriet. Im Krankenhaus verlor sie zunächst ihr Kind, von dem Ben noch nichts wusste. Als er sie endlich ausfindig macht und mit dem Auto auf dem Weg zu ihr in die Klinik ist, passiert in der Dunkelheit ein Verkehrsunfall, bei dem Ben und Luisa zusammenstoßen und ums Leben kommen. Ben hatte endlich Sara am Telefon und während sie zaghaft wieder Kontakt zu ihm aufnehmen will, muss sie den Unfall mit anhören. Dr. Frick wird mit Frau und Tochter in die Toskana reisen.

## Produktion
Die Dreharbeiten fanden vom 15. November bis 20. Dezember 2007 in München und Umgebung statt. Die Uraufführung war am 24. Oktober 2008 auf den Hofer Filmtagen. Der Kinostart in Deutschland war am 11. Dezember 2008.

## Kritiken
„Jan Fehse, ein gestandener Kameramann (Alaska.de), ist ein handwerklich nahezu perfekter Debütfilm gelungen: stark elliptisch erzählt, ein ungemein stimmiger Score im Stile von David-Lynch-Komponist Angelo Badalamenti, eine ausgereifte stimmungsvolle, sehr bewegte Kamera von Philipp Kirsamer und Schauspieler, alles Hochkaräter, denen es gelingt, ihre Figuren nicht einem übergeordneten Fatalismus zu überlassen. Deshalb hätte Fehse gut auf den tragischen Schlussakkord verzichten können. Die Botschaft – was riskieren! – wäre auch so angekommen!“

„Episodisch angelegter Erstlingsfilm, der seine Geschichten handwerklich zwar versiert erzählt, aber zu keiner dramaturgischen Zuspitzung findet. Auch lassen die Personen und ihre Probleme unberührt, was mit am bedeutungsschwangeren Drehbuch und an einer Inszenierung liegt, der es an einer gewissen Leichtigkeit mangelt.“

„Dramen, die das Leben schreibt: Mit diesem Episodenfilm gibt Kameramann Jan Fehse (…) sein Debüt als Regisseur. Doch trotz bemerkenswertem Darsteller-Ensemble plätschern die tragischen Ereignisse vor sich hin, kulminieren kaum in Höhepunkten, lassen den Zuschauer merkwürdig kalt. Hier wäre es wohl besser gewesen, nur eine der vielen Geschichten zu erzählen.“

## Auszeichnungen
- Bayerischer Filmpreis 2008: Beste Nachwuchsregie für Jan Fehse[5]